# 의존 욕구
의존 욕구(Dependency need)는  "생명 유지에 있어 필수적인, 양육, 사랑, 애착, 보호, 방어, 안전, 음식, 온기에 대한 어린아이 같은 욕구(the vital, originally infantile needs for mothering, love, affection, shelter, protection, security, food, and warmth)"를 말한다. (Segen, 1992)
의존 욕구는 다음 두 가지를 특성으로 한다.
1. 유기체의 참된 욕구로, 유기체가 번성하는데 있어 반드시 나타나는 것
2. 개인은 스스로에게 제공할 수 없는 것

영유아는 많은 의존 욕구를 가지고 있다고 알려져 있다. 이러한 욕구 가운데 일부는 또렷하게 나타나지만, 일부는 유행병학 연구(epidemiological studies)의 결과로서 연구자만이 관심을 갖는 경우도 있다. 영유아가 보이는 현저한 욕구로는 적절한 수유, 적절한 물 공급, 적절한 세척, 적절한 보호, 그리고 특히 중요한 것은, 정상 수치가 폭이 좁은 영유아의 체온 유지가 있다.
반대로 20세기 중반 이후에야 영유아 역시 '모성 온기(maternal warmth)'라고 불리는 온기와 애착의 현존을 요구하였다고 밝혀졌다. 여러  의존 욕구 가운데 대다수는 영유아 시기에 성취되지만, 의존 욕구는 연령과 성숙도(maturity)에 따라 바뀌고 감소한다. 이는 사람이 나이가 들면서 의존 욕구가 줄어든다는 것은, 사람이 나이가 들면서 스스로가 이러한 것들을 자신에게 제공할 수 있게 된다는 견해에 의해 뒷받침된다. 심지어 어떤 면에서 이러한 욕구들은 성인기에도 여전히 남아 있다. 성인도 평생 지속되지만 스스로에게 제공할 수 없는 보편적인 의존 욕구를 가지고 있기도 하다. 여기에는 소속 욕구(need to belong), 애착 욕구(need for affection), 정서적 지지 욕구(need for emotional support)가 있다. 일반적으로 이러한 욕구들은 동반자가 서로 의존하는 관계를 통하여 충족된다. 동반자 관계가 없는 성인이라면, 가족이나 친구 관계를 통하여 욕구가 충족될 수 있다.

## 중요도
의존 욕구는 중요한 심리학적 개념으로, 심리학, 진화학, 동태학(ethology) 분야를 망라한다. 일반적으로 욕구(need)는 다양한 심리학 분야에서 다양한 세부 분야의 심리학자들을 통하여 대거 연구된 개념이다. 특히 욕구는 성격심리학(personality psychology) 영역에서 중요하다. 욕구라는 개념은 "한 개인 내에서의 긴장 상태(state of tension within a person)"라고 정의될 수 있으며, 욕구가 충족되면 긴장 상태는 완화된다.(Larsen & Buss, 2008) 모든 개인은 욕구를 가지고 있으며, 욕구는 인식(perception)을 조직하고 사람이 자신이 보고자 하거나 보아야 하는 것을 보도록 이끈다.(Larsen & Buss). 물리적 필요(physical need)나 심리적 욕구(psychological need)는 이러한 욕구를 충족시키기 위하여 필요한 것을 하도록 강요하는 방식으로 행동을 구성하고 조직할 수 있다.(Larsen & Buss, 2008) 욕구 충족에 필요한 행동이 취해졌다면, 욕구를 다시 구하고 욕구가 재차 일어날 때까지 욕구는 가라앉는다.

## 역사
의존 욕구의 개념은 저명한 심리학자 헨리 머레이(Henry Murray)와 에이브러햄 매슬로(Abraham Maslow)의 욕구 이론으로부터 유래되었다는 것이 정설이다. 머레이 이론에 의하면, 욕구는 "특정 방식으로 특정 환경에서 호응하는 잠재성이나 준비상태(potentiality or readiness to respond in a certain way under certain circumstances)"이라고 정의된다.(Murray, 1938) 머레이는 기본적 인간 욕구(fundamental human needs)의 목록화를 계획하였다. 각 욕구는 다음과 같은 세 가지 요소와 연결된다고 추정되었다.(Larsen & Buss, 2008)
1. 특정한 단일의 욕구나 의도(a specific desire or intention)
2. 특정한 정서들(a particular set of emotions)
3. 특정한 행동 경향(specific action tendencies)

머레이는 인간은 개인마다 자기만의 욕구 위계(hierarchy of needs)가 있다고 보았다.(Larsen & Buss, 2008) 그리고 각 개인의 여러 욕구는 서로 다른 강도를 가지고 발현된다고 본다.
매슬로의 이론에 의하면, 욕구라는 개념은 우선적으로 개인의 목적(goal)으로 정의될 수 있다.(Larsen & Buss, 2008) 매슬로는 자아실현(self-actualization)을 강력하게 신봉하였다. 자아실현은 "점진적으로 개인이 고유한 방식으로 존재해 나가고 그 자신이 될 수 있는 모든 것이 되는(more and more what one idiosyncratically is, becoming everything that one is capable of becoming)" 과정이다.(Larson & Buss, 2008) 매슬로는 욕구가 위계를 가지고 조직된다고 보았다. 위계 내에서 보다 근본적인 욕구는 위계 하단에 있고, 자아실현 욕구는 정점에 있다. 머레이와 매슬로가 정의한 욕구(생리 욕구, 안전 욕구, 소속 욕구, 존경 욕구, 자아실현 욕구)는 의존 욕구 개념에 포함된 필수적 욕구(vital needs)와 부합하는 것으로 보인다.

## 애착 이론과의 관계
의존 욕구는 애착이론(Attachment Theory)과도 연관 있다. 애착(attachment)은 "시공간을 가로질러 한 인간이 다른 인간을 잇는 깊고 지속적인 정서 유대(deep and enduring emotional bond that connects one person to another across time and space)"라고 저의할 수 있다.(Ainsworth, 1973; Bowlby, 1969) 애착은 영아와 일차적 양육자(primary caregiver) 간에 발생한다고 본다. (Hetherington & Parke, 1999)  해리 할로(Harry Harlow)와 그의 발달 심리학(developmental psychology) 연구는 영아와 양육자 간의 애착은 영아의 심리 발달(psychological development)에 이썽 생명과 직결되는 중요도를 가지며, 따뜻하고 잘 호응하는 엄마와의 물리적 연결을 필요로 한다.(Larsen & Buss, 2008) 영아의 이러한 초기 경험과 일차적 양육자에 대한 반응은 이후 성인의 관계 형성에 있어 작동 모형이 된다.(Larsen & Buss, 2008) 따라서 애착과 의존 욕구와 관련된 결론을 시각적으로 내릴 수 있다. 그것은 양육, 사랑, 애착, 보호, 방어, 안전, 음식, 온기 등 의존 욕구에 대한 영아의 요구는 영아의 욕구와 일차적 양육자의 욕구 사이의 상호작용 유형에서 유래될 수 있다는 것이다. 안정형 애착(securely attached), 회피형 애착(avoidantly attached), 양가형 애착(ambivalently attached) 등 세 애착 유형은 일차적 양육자가 영유아에게 제공하는 다양한 양육 정도와 유형에서 유래할 수 있다.